# 白鹤洞
白鶴洞（粵拼：baak6 hok6 dung2），亦稱鹤洞，是廣州市的一個地方，位於芳村東南部鶴洞路一帶。現歸屬荔灣區管轄。其北接花地灣，南接東沙村，西鄰西塱，東與廣州海珠區隔江相望。

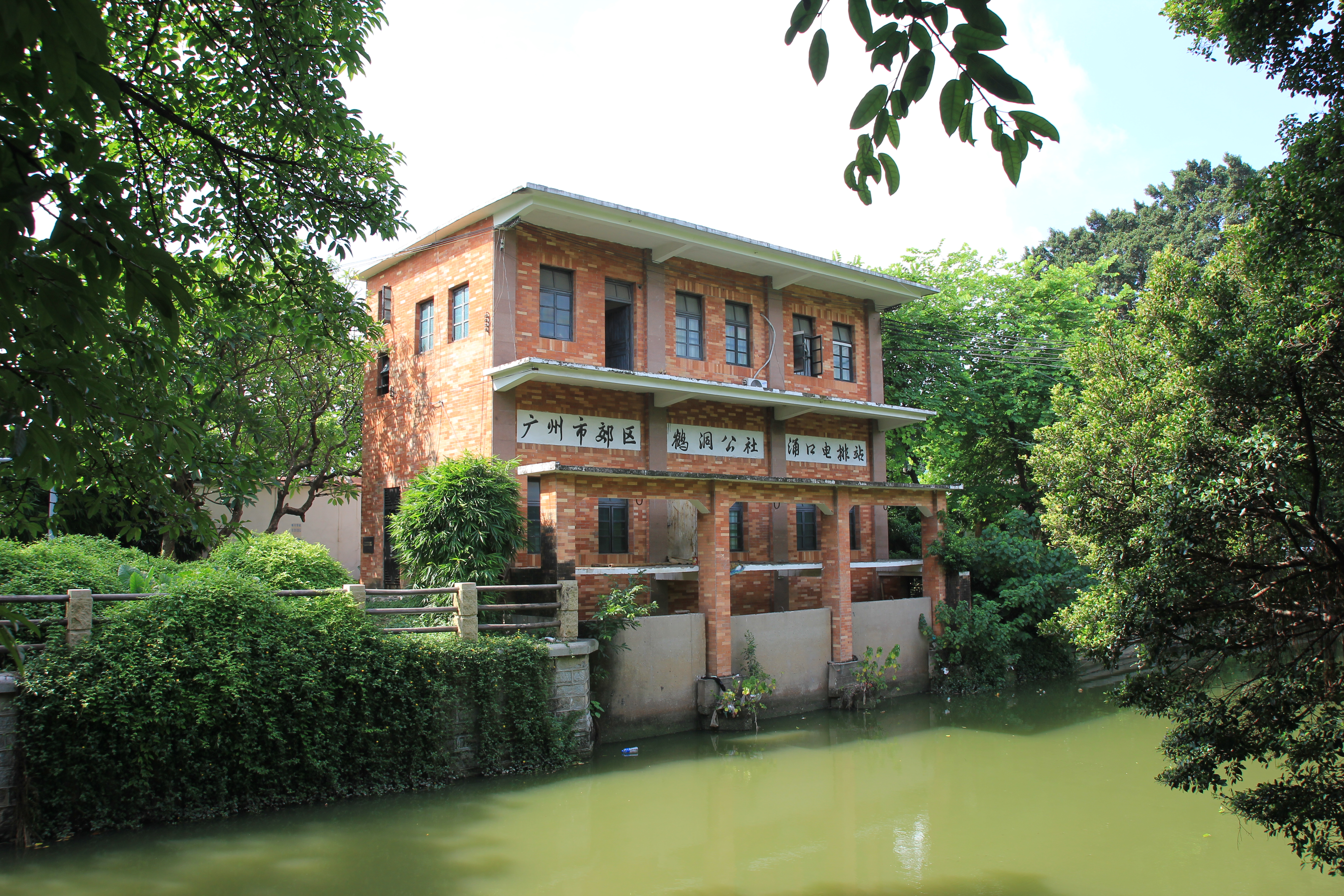
广州市郊区鹤洞公社涌口电排站

## 歷史

### 上古至明代
古時，在廣州沙面正南方3000米處的珠江西岸，灘塗廣闊，水草豐美，引來白鶴無數。白鶴群在江岸以西的台地上打洞棲息，人稱「白鶴洞」。「白鶴洞」便逐漸成為這塊台地及其周邊沙地灘塗的地名，略高於灘塗、白鶴棲息的台地即「鶴洞山」。古人死之後多安葬在江水淹不到的鶴洞山頂，以垂永久。鶴洞山頂曾發現漢代木槨墓，其陶器經鑑定為東漢前少帝時期的器物，说明於东汉时期白鶴洞地區就有人群活動與居住。鹤洞大概在1519年（明正德十四年）建村，南遷吴姓人氏為主，聚居發展至清代村落格局和肌理穩定下來，成為芳村典型的宗族聚落。

### 清至中華民國

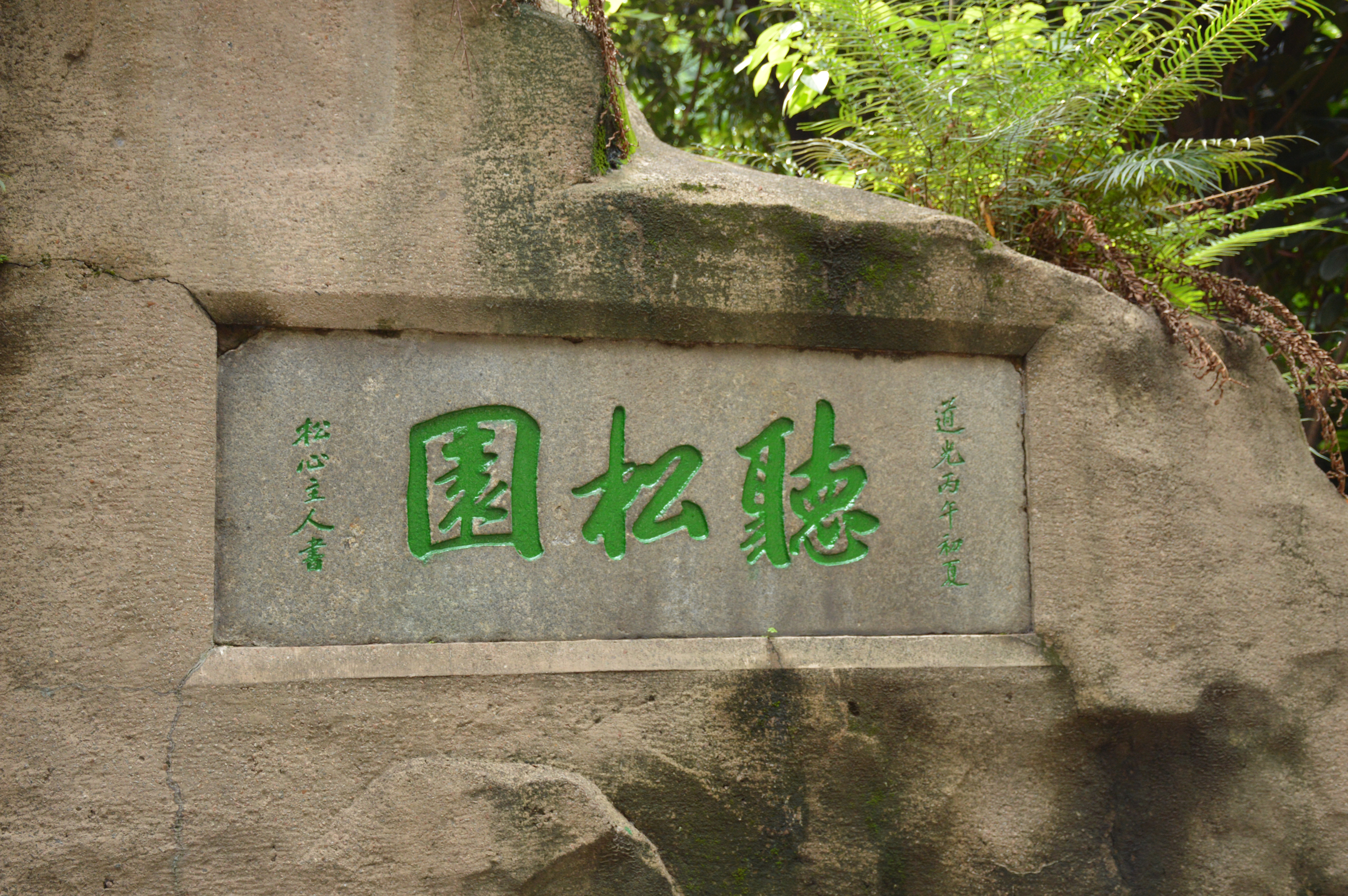
听松园石头刻，位于今广州市培英中学内

清朝光緒年間，白鶴洞地區屬番禺縣茭塘司崇文社管轄。1861年，英國、法國兩國租用沙面，將此建設為有寬敞街道、設施齊全、良好生活環境的洋人社區。有沙面的房地產開發作先例，洋建築師、洋開發商於廣州的東郊、西南郊購地建樓，營造大型洋人社區。1888年，美北長老會牧師那夏禮，與嶺南大學創辦人之一尹士嘉，於白鶴洞購置原屬張維屏的聽松園，將那牧師在1879年於同德大街創辦的安和堂遷到白鶴洞，並改名為培英書院。1913年，那夏禮與美差會以11000元港幣於白鶴洞蛇崗上購得60畝沙地，建造私立真光女子中學，校舍於1917年落成，學校隨後遷入。創辦於1913年的基督教高級神職人員學院廣州協和神學院亦於1915年7月購買白鶴洞之14畝地，並於1918年9月15日建成校舍後，全校正式遷入此處。清末民初，鶴洞鄉已經成為一個教會學校比肩，公寓別墅聯排，教堂、醫院齊備的大型洋人教育和生活社區。
民國初年屬番禺縣三區管轄。1930年中華基督教會全國總會在白鶴洞召開過第二屆全國總會。
1938年10月廣州淪陷前一天，大批市民撤離廣州。由於政府對難民潮處理滯後，教會自發設置收容站、難民所，白鶴洞成為當時的安置區之一。時培英中學、真光女子中學師生均前往香港避難，僅留之校舍和留守人員由中華基督教會仁濟堂代管。時設立有以下難民所，內提供基本飲食，亦為學童開辦學校，資金由教會募捐而來。1941年，太平洋戰爭爆發，日軍拘捕外籍教士並遣散難民。

### 中共建政後
广州戰鬥後，中共建政，當局於白鶴洞興建一批大中型工廠，白鶴洞成為廣州的重工業基地之一。周恩來、朱德、王震、薄一波等人均去過白鶴洞重工業區視察。“文革”时期的1967年在此处曾发生了广州吊劳改犯事件。
2013年，廣州鋼鐵廠停產並遷往湛江。2017年，廣州造船廠亦逐步搬遷。兩廠搬遷後，原廠區被開發為新住宅區與工業遺址公園。而根据2018年12月18日公布的《广州市更新局对＜鹤洞村更新改造实施方案＞批复的通知》，鹤洞村所属地方將會被全面改造。2019年3月14日，根据广州公共资源交易中心公示，鹤洞村更新改造项目啟動。而村內的傳統風貌建築將被保留。

2021年，白鶴洞爆發新冠肺炎疫情，白鶴洞及其以南的中南街迅速成為全國僅有的兩個高風險地區。

## 產業

### 工業
白鶴洞曾是廣州的重工業基地之一。中共建政後，當局於白鶴洞建立了廣州造船廠、廣州鋼鐵廠、廣州製藥廠、廣州自行車二廠、廣州制漆廠、廣州打火機廠、廣州起重設備廠、廣州光學材料廠、廣州宏達毛棉製品廠、廣州白鶴洞水廠。
隨著城市發展，2013年，廣鋼開始整體搬遷至湛江的計畫，並於同年9月29日正式關閉。2017年，廣州造船廠也逐步搬遷。

## 疍家族群與輔助
據1930年代廣州人口調查委員會數據，在鵝潭區（管轄含白鶴洞一部分）的水上居民點有33251人，疍民人口極為繁眾。而真光女子中學師生在1920年時，在白鶴洞碼頭邊設立了疍民學校（簡棚），最初入學者是碼頭的艇家子女二十餘人，後來稍為增加。學校教學由真光女校學生負責，文化用品用具均由女校供應，每星期有四日課時，星期日還有基督教教友授課。到1929年再由真光女校圓園社出資建小木屋，由該學生團體授課。後白鶴洞開行電船，鶴洞疍民遷移學生逐減少，學校便改作工人夜校。

## 歷史建築

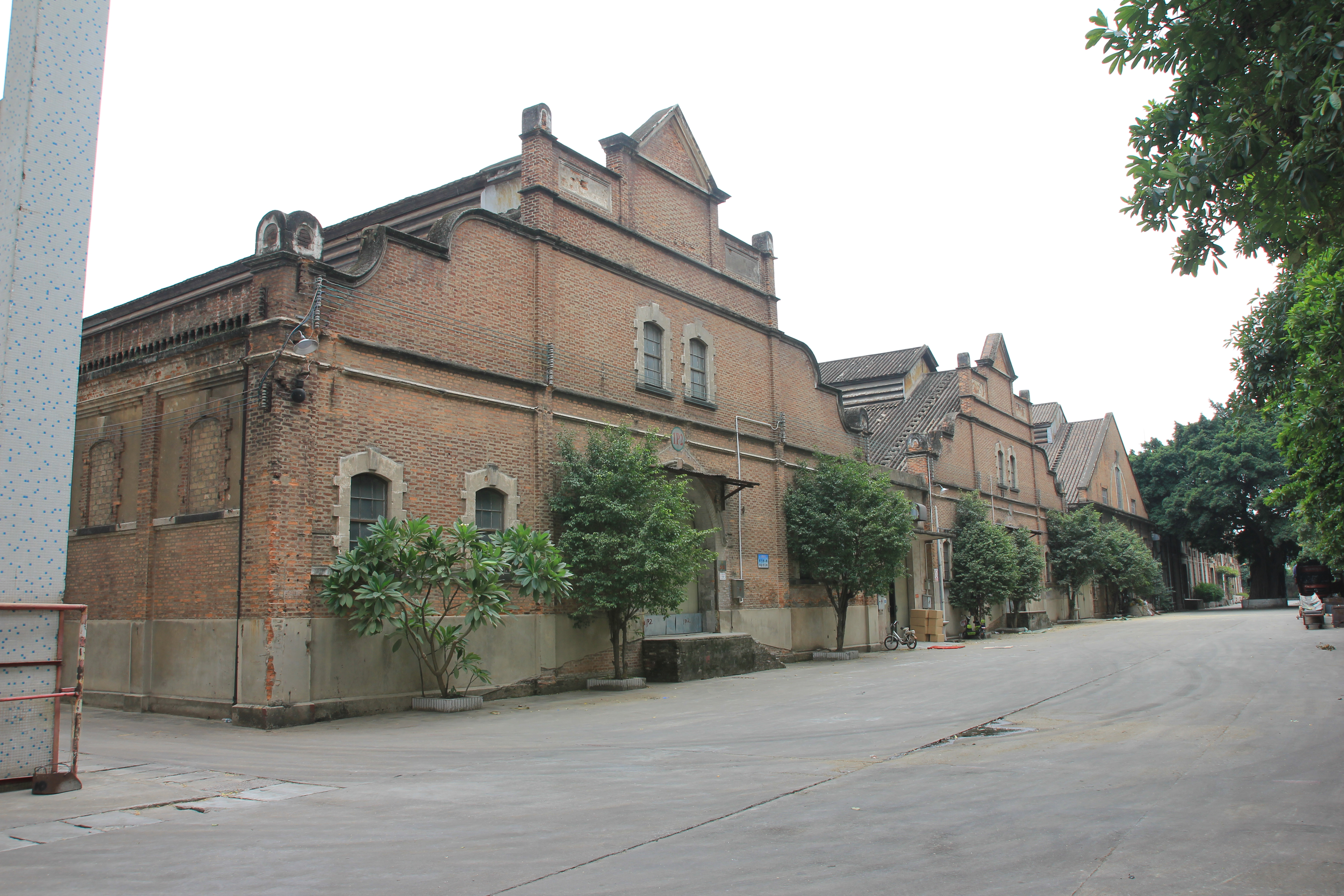
渣甸倉

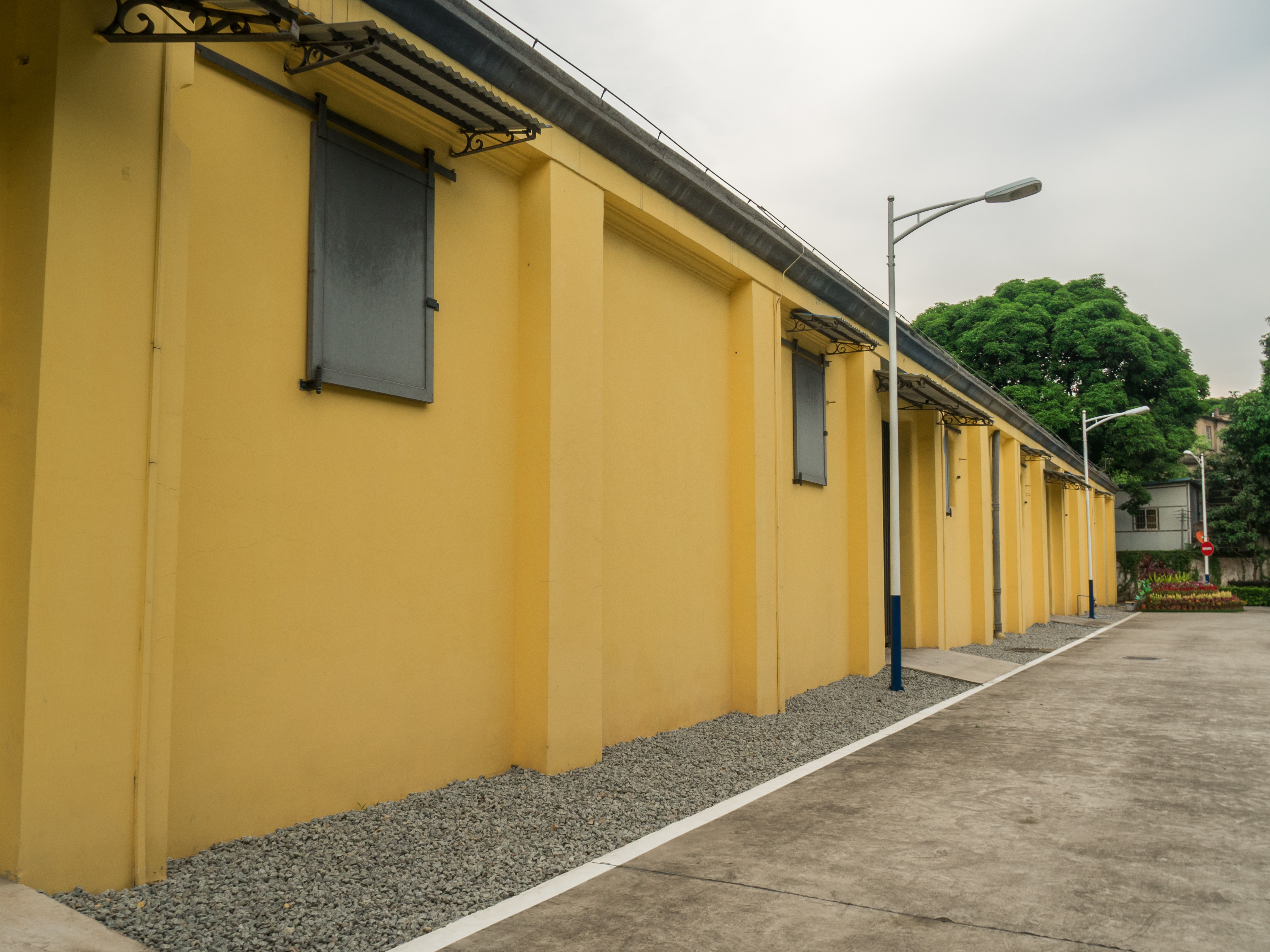
亚细亚龙唛仓

鹤洞村留存宗祠較少，村中有两個古井孖眼井及大脚板井，亦有8处传统风貌建筑。
白鶴洞曾是洋人聚集社區，後又為重工業基地，其建築既有以廣州白宮為代表的西洋別墅，亦有渣甸仓、亚细亚龙唛仓、德士古油库等工業建築以及廣鋼、廣船的員工宿舍小區。廣鋼新城的開發使白鶴洞亦成為大型住宅區。

## 軼聞
芳村連帶白鶴洞地區舊時不属于廣州城區，歸郊區番禺區管轄，街坊自嘲此地為“廣州的西伯利亞”。直至1937年（民國26年）才劃歸廣州城區（市區）。。
文革時期“广州吊劳改犯事件”波及，時郊區白鶴洞人民公社禮堂前的墟鎮街口，也吊了兩具死屍，旁貼紙“死不悔改的地主仔”，實際只是在地的無辜村民。

## 交通
白鶴洞地區被鶴洞路穿過。除此以外，附近亦有芳村大道、花地大道、鶴洞橋，連接白鶴洞與海珠、芳村及平洲。亦有輪渡白鶴洞碼頭及地鐵鶴洞站。

## 備註
1. ↑   時培英中學、真光女子中學、協和神學院是三個主要收容場所，麥屋（鶴翔路2號，現真光中學北門對面）、譚信屋和另三所尚不具名的洋房為第二批收容點，後再在麥屋和真光中學之間搭建大片棚區擴充收容。